# Mi Fu
Mi Fu (čínsky 米芾 nebo 米黻; pinyin Mǐ Fú; 1051–1107) byl čínský malíř, básník a kaligraf. V malířství je znám podle typického stylu malování mlžných krajin, založeného na velkých skvrnách tuše nanášených plochým štětcem. V básnictví následoval Li Poa a v kaligrafii byl jeho vzorem Wang Si-č’. V osobním životě byl Mi Fu alkoholik a choval se excentricky, takže mu někdy přezdívali „bláznivý Mi“. Jeho syn Mi Jou-žen se rovněž stal známým malířem.